# Arena (videogioco 1985)
Arena è un videogioco di combattimento tra carri armati pubblicato nel 1985 per ZX Spectrum dalla MC Lothlorien e per Amstrad CPC dalla Bug-Byte. Combina una parte tattica nello stile dei tradizionali wargame con sequenze d'azione di combattimento in prima persona simili al classico arcade Battlezone.

## Trama
Nel XXI secolo le guerre sono scomparse e le dispute vengono risolte, alla maniera di un torneo medioevale, tramite combattimenti tra campioni con mezzi corazzati confinati all'interno di un territorio delimitato, detto l'"Arena".

## Modalità di gioco
Arena consiste in uno scontro tra due squadre di 6 carri armati, una controllata dal giocatore e una dal computer. La battaglia avviene su un territorio rettangolare, con strade, boschi, edifici, fiumi e colline; c'è un numero limitato di conformazioni predefinite dello scenario. 
Si inizia con le squadre ai due lati opposti dell'arena e l'obiettivo è distruggere il carro di comando dell'avversario, ma non si sa quale sia dei sei.
L'arena è molto più grande dello schermo ed è mostrata dall'alto, una porzione alla volta, con scorrimento.
I nemici sono visibili solo quando sono nella linea di vista delle proprie unità.
Tramite un cursore si seleziona un carro armato alla volta e gli si può dare l'ordine di spostarsi verso un punto qualsiasi della mappa. 
L'azione è in tempo reale, con la possibilità di mettere in pausa; mentre un carro va verso l'obiettivo si possono selezionare gli altri e anche il nemico agisce.
I comandi di spostamento si possono dare in due modalità, che l'unità cercherà di eseguire nei limiti del possibile: in linea diretta oppure seguendo le strade, dove si avanza più velocemente. Entrando in appositi spazi si può fare rifornimento di munizioni.
Con ciascuna unità, quando si desidera, si può passare alla modalità battaglia, una fase di azione diretta simile a Battlezone, dove si pilota il carro armato con visuale in prima persona. L'azione è mostrata in grafica vettoriale wireframe, con pochi elementi di paesaggio come alberi e case, che fanno da ostacoli, e con colorazione minimale.
Se c'è un avversario nelle vicinanze può avvenire un combattimento uno contro uno, sparando con il cannone frontale. Altri carri di entrambe le squadre possono essere presenti se si trovano nei dintorni, ma restano immobili e indifesi.
Quando si è nella visuale mappa, il giocatore viene avvisato se il nemico entra in modalità battaglia e minaccia una delle sue unità; se non se ne prende in tempo il controllo, 
si rischia la distruzione dell'unità senza neppure combattere.
Gran parte dello schermo è occupato dalla mappa tattica oppure dalla visuale in prima persona. Il resto dello schermo, in entrambi i casi, mostra una serie di icone di comando e indicatori di stato, tra cui munizioni, condizioni di tutta la squadra e una minimappa di tutta l'arena. Un radar locale e una bussola sono attivi solo nella modalità battaglia.
A inizio partita si può scegliere tra quattro tipi di carri armati, con diverse caratteristiche di velocità, potenza di fuoco e resistenza ai colpi. Tutta la squadra sarà di questo tipo, non è possibile controllare una squadra mista. I carri leggeri sono veloci e sono gli unici con l'abilità di piazzare mine; i carri pesanti sono forti ma lenti; i carri stealth non compaiono nel radar avversario e possono attraversare i fiumi; i carri hover sono molto veloci anche sopra terreni accidentati e fiumi.
Il giocatore umano ha un tempo limite per sconfiggere l'avversario, ma il tempo scorre solo quando si è nella modalità arena. Nelle partite normali, ossia in modalità Tournament, sconfitta una squadra si passa a una nuova battaglia più difficile e si continua a oltranza.
È disponibile anche la modalità Challenge, intesa come di allenamento; in questo caso la difficoltà resta bassa e non si accumula punteggio da una battaglia all'altra, inoltre si può scegliere anche il tipo di carri dell'avversario, altrimenti deciso dal computer.

## Accoglienza
Arena, nella più nota versione per ZX Spectrum, fu giudicato spesso molto bene dalla stampa britannica e dalla rivista italiana Zzap!, che arrivò a dare un giudizio complessivo dell'84%, criticando solo un po' troppa facilità del gioco. Alcune riviste britanniche diedero giudizi complessivi più verso la sufficienza.